# Isbrytaren I (Göteborg)
Ej att förväxla med Isbrytaren I (Stockholm)
Isbrytaren I, ursprungligen Isbrytaren, levererades 1882 från Lindholmens varv i Göteborg till Göteborgs hamn.
Isbrytaren I var Sveriges första isbrytare. Hon byggdes med tyska Hamburg-isbrytaren Eisbrecher II som närmaste förebild. 
År 1895 anskaffade Göteborg sin andra och starkare isbrytare, som fick namnet Isbrytaren II, också byggd vid Lindholmens varv.